# 樺山愛輔

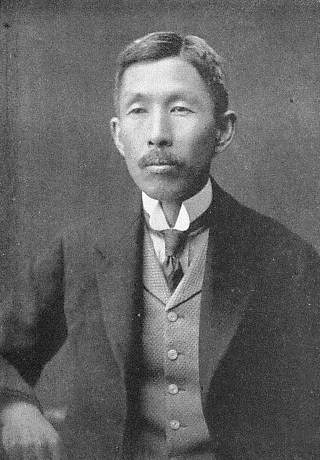
樺山愛輔

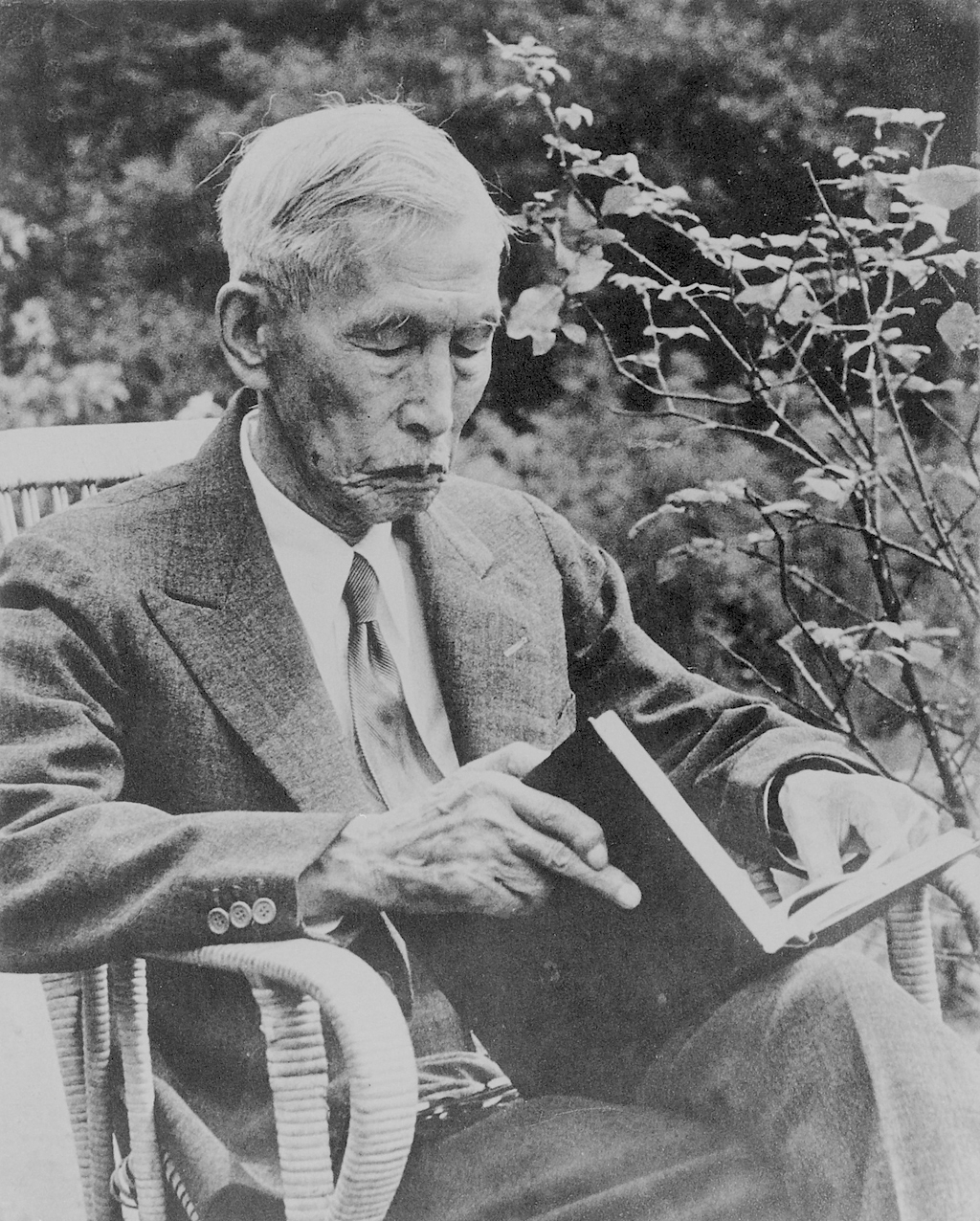
樺山愛輔

樺山 愛輔（かばやま あいすけ、慶応元年5月10日（1865年6月3日） - 昭和28年（1953年）10月21日）は、日本の実業家、政治家、華族。貴族院伯爵議員。伯爵・樺山資紀の長男。

## 生涯
1865年、薩摩藩士・樺山資紀の長男として鹿児島に生まれた。1878年、米国に留学。1885年、コネチカット州ウェズリアン大学に入学。その後、1887年にアマースト大学に編入。アマースト大学卒業後はドイツ・ボン大学に学ぶ。実業界に入り、函館どつくや日本製鋼所、十五銀行などの役員を務める。1922年、父資紀（海軍大将、伯爵）の死後、爵位を襲爵した。1925年7月10日に貴族院議員に選任され、1946年6月13日まで務めた。1930年のロンドン海軍軍縮会議には随員として参加。太平洋戦争中は、近衛文麿や原田熊雄、吉田茂、盟友の松平恒雄などと連携していわゆる「ヨハンセングループ」の終戦工作に従事した。1946年、枢密顧問官に就任。翌年日本国憲法の施行により枢密院廃止。公職追放となる。
20年以上の滞米経験から米国内に多くの知己を持ち、日米協会会長や国際文化振興会顧問、国際文化会館理事長、ロックフェラー財団などの国際的文化事業にも携わった。墓所は染井霊園。

## 栄典
位階
- 1885年（明治18年）6月10日 - 従五位[6][7]
- 1894年（明治27年）6月30日 - 正五位[6]
- 1901年（明治34年）6月21日 - 従四位[6]
- 1913年（大正2年）6月30日 - 正四位[6]
- 1924年（大正13年）11月15日 - 従三位[6][8]
- 1932年（昭和7年）12月2日 - 正三位[6][9]
- 1941年（昭和16年）12月15日 - 従二位[6]

勲章等
- 1922年（大正11年）2月28日 - 伯爵襲爵[6]
- 1928年（昭和3年）11月10日 - 金杯一個・大礼記念章（昭和）[6]
- 1931年（昭和6年）
  - 5月1日 - 帝都復興記念章[6][10]
  - 10月31日 - 勲三等瑞宝章[6]
- 1932年（昭和7年）10月1日 - 朝鮮昭和五年国勢調査記念章[6]
- 1934年（昭和9年）
  - 2月1日 - 御紋付銀盃[6]
  - 4月29日 - 旭日中綬章・昭和六年乃至九年事変従軍記章[6]
- 1940年（昭和15年）
  - 4月29日 - 勲二等瑞宝章・支那事変従軍記章[6]
  - 11月10日 - 紀元二千六百年祝典記念章[6]
- 1944年（昭和19年）1月15日 - 御紋付木盃[6]

外国勲章佩用允許
- 1934年（昭和9年）3月1日 - 満洲帝国：大満洲国建国功労章[6]
- 1935年（昭和10年）9月21日 - 満洲帝国：満洲帝国皇帝訪日記念章[6]
- 1937年（昭和12年）10月7日 - ベルギー王国：ゲーロンヌ勲章グランオフィシエ[6]
- 1941年（昭和16年）12月9日 - 満洲帝国：建国神廟創建記念章[6]

## 家族
- 妻・常子は、伯爵川村純義の娘。兄に鉄太郎、大寺純藏がいる。
- 長男・丑二は、東宝取締役、モルガン銀行東京支店顧問。妻の梅子は橋本圭三郎の娘。
- 長女・泰子は、男爵近藤廉平の二男・廉治の妻。「不良華族事件」も参照。
- 二女・正子は、白洲次郎の妻。